# Liocichla steerii
Liocichla steerii là một loài chim trong họ Leiothrichidae.